# レズリー・I・ケアリー
レズリー・I・ケアリー（Leslie I. Carey, 1895年8月3日 - 1984年6月17日）は、アメリカ合衆国のレコーディング・エンジニアである。1947年から1960年のあいだに300作品以上にクレジットされた。
参加した主な映画作品に『二重生活』（1947年）、『ウィンチェスター銃'73』（1950年）、『大アマゾンの半魚人』（1954年）、『心のともしび』（1954年）、『宇宙水爆戦』（1955年）、『縮みゆく人間』（1957年）がある。他に1950年代にテレビシリーズ『ピーター・ガン』にも参加した。アカデミー録音賞には6回ノミネートされ、『グレン・ミラー物語』（1954年）で受賞を果たした。

## 受賞とノミネート
| 賞           | 年     | 部門   | 作品名             | 結果       |
| ------------ | ------ | ------ | ------------------ | ---------- |
| アカデミー賞 | 1949年 | 録音賞 | 恋人よ、いま一度   | ノミネート |
| アカデミー賞 | 1950年 | 録音賞 | Louisa             | ノミネート |
| アカデミー賞 | 1951年 | 録音賞 | Bright Victory     | ノミネート |
| アカデミー賞 | 1953年 | 録音賞 | ミシシッピの賭博師 | ノミネート |
| アカデミー賞 | 1954年 | 録音賞 | グレン・ミラー物語 | 受賞       |
| アカデミー賞 | 1958年 | 録音賞 | 愛する時と死する時 | ノミネート |